# DTest
dTest je český spotřebitelský měsíčník vycházející od roku 1992, který se zaměřuje na testování výrobků a služeb, a zároveň také poskytuje poradenství a rady v oblasti práva spotřebitelů a práv prodejců, informuje o nových zákonech, varuje před nekalými praktikami prodávajících a klamavou reklamou, poskytuje rady při reklamacích apod. Dále se zaobírá také kvalitou potravinářských produktů, nabízených na tuzemském trhu.

## Historie a současnost
Občanské sdružení spotřebitelů TEST založila v roce 1992 novinářka Ida Rozová, která se spotřebitelské problematice věnovala už před rokem 1989. V roce 1992 začíná vycházet časopis dTest. Po smrti Idy Rozové v roce 2012 časopis dTest staví i nadále na svých dlouholetých zkušenostech a na intenzivní spolupráci s mezinárodní sítí spotřebitelských sdružení.  Od prosince 2013 je dTest obecně prospěšnou společností – dTest, o.p.s.
Od počátku své činnosti dTest otestoval desetitisíce výrobků. Více než 12 000 výrobků otestovaných od roku 2005 je k nalezení v online databázi.   V roce 2013 byl rozšířen záběr aktivit, dTest spustil portál pro smírné řešení sporů www.vasestiznosti.cz a spotřebitelská poradna na lince 299 149 009 překonala hranici 25 000 vyřešených dotazů. Počet předplatitelů dTestu se v roce 2013 přehoupl přes 50 000.

## Testování
Výběr výrobků do testů probíhá nezávisle na výrobcích a dovozcích, a to výhradně na základě průzkumů trhu a přání spotřebitelů. Výrobky jsou do testů nakupovány přímo v maloobchodních sítích   a jsou tedy objektivním vzorkem. Testy probíhají v nezávislých profesionálních zkušebnách a laboratořích v ČR i v zahraničí.

## Nezávislost
Dalším specifikem dTestu je úplná absence jakékoliv reklamy v časopise i na www stránkách. Časopis je financován z příjmů z předplatného a vlastních aktivit dTestu a z veřejných zdrojů.

## Kauza mykotoxiny a pivovar Svijany
dTest v čísle 5-2013 publikoval výsledky testování několika tuzemských piv. Podle publikovaného článku nejmenovaná anonymní laboratoř našla ve 33 různých tuzemských pivech přítomnost nadměrného množství škodlivých mykotoxinů. Problematické testy podle vyjádření autorit z oboru údajně zhotovila Metrologická laboratoř VŠCHT v Praze v čele s Ing. Hajšlovou.
Za nejvíce nebezpečné bylo v článku dTest označeno tmavé pivo Svijanská kněžna z pivovaru Svijany. Pivovar se proti tvrzení ohradil a označil ho za nepravdivé. Do médií navíc unikla interní komunikace vedení pivovaru žádající odstřižení vydavatele od evropských dotací. Mezi spotřebitelskou veřejností vyvolalo takové jednání rozhořčení. Zároveň se však ozvaly i hlasy kritizující některé současné testovací procesy dTestu.
Kauza skončila v roce 2017 mimosoudním vyrovnáním.[zdroj⁠?!]